# Carona (Schiff)
Das Motorschiff Carona war ein unter Schweizer Flagge fahrendes Handelsschiff.

## Technisches
Die Carona wurde 1948 auf der Werft William Gray & Co. Ltd. in West Hartlepool, England, für die Schweizerische Reederei AG in Basel erbaut. Das 95 Meter lange Schiff mit einer Vermessung von 2.351 Bruttoregistertonnen wurde am 12. April 1949 an den Eigner übergeben. Es besaß einen Sulzer Dieselmotor vom Typ 5 TD 56, der seine Leistung von 1.600 kW (2.150 PS) an einen Festpropeller abgab und dem Schiff eine Geschwindigkeit von 12,5 Knoten (23 km/h) verlieh. Das Ladegeschirr an Bord bestand aus acht Ladewinden und einem Schwergutbaum (Jumbo) mit 20 Tonnen SWL („Safe Working Load“), vier Ladebäumen mit je 7,5 Tonnen SWL und vier Ladebäumen mit je 4 Tonnen SWL Tragfähigkeit. Die Besatzung umfasste rund 30 Mann, daneben war Platz für zwölf Passagiere vorhanden. Das Schiff wurde als Linienfrachter im Bereich Nordeuropa-Westindien/Mittelamerika im Gemeinschaftsdienst mit der Hamburg Amerika Linie (Hapag) verwendet.

## Untergang am 28. Februar 1964
Am 28. Februar 1964 war das Schiff  mit 31 Mann Besatzung sowie zwei weiblichen Passagieren bei dichtem Nebel auf einer Reise von Bremen nach Antwerpen. Es hatte unter anderem Autos geladen. Vor der westfriesischen Insel Terschelling wurde die Carona von der Evaggelistria, einem unter liberianischer Flagge fahrenden Libertyschiff gerammt. Die Evaggelistria fuhr, ohne auf den Vorfall zu reagieren, weiter und rammte kurze Zeit später den deutschen Frachter Byblos. Die Carona wurde beim Zusammenstoß so schwer beschädigt, dass sie im Laufe von 30 Minuten sank. Innerhalb dieser Zeit gelang es der Mannschaft, das einzige noch verwendbare und bereits frei von der Steuerbordseite hängende Rettungsboot ins Wasser zu lassen und mit allen an Bord befindlichen Personen zu besetzen. Es war das einzige Boot, das wegen der Schräglage des Schiffes noch zu Wasser gelassen werden konnte. In dichtem Nebel ruderte die Besatzung innerhalb von zwei Stunden zum Feuerschiff Terschellingerbank. Dort konnte sie gerettet werden.

## Trivia

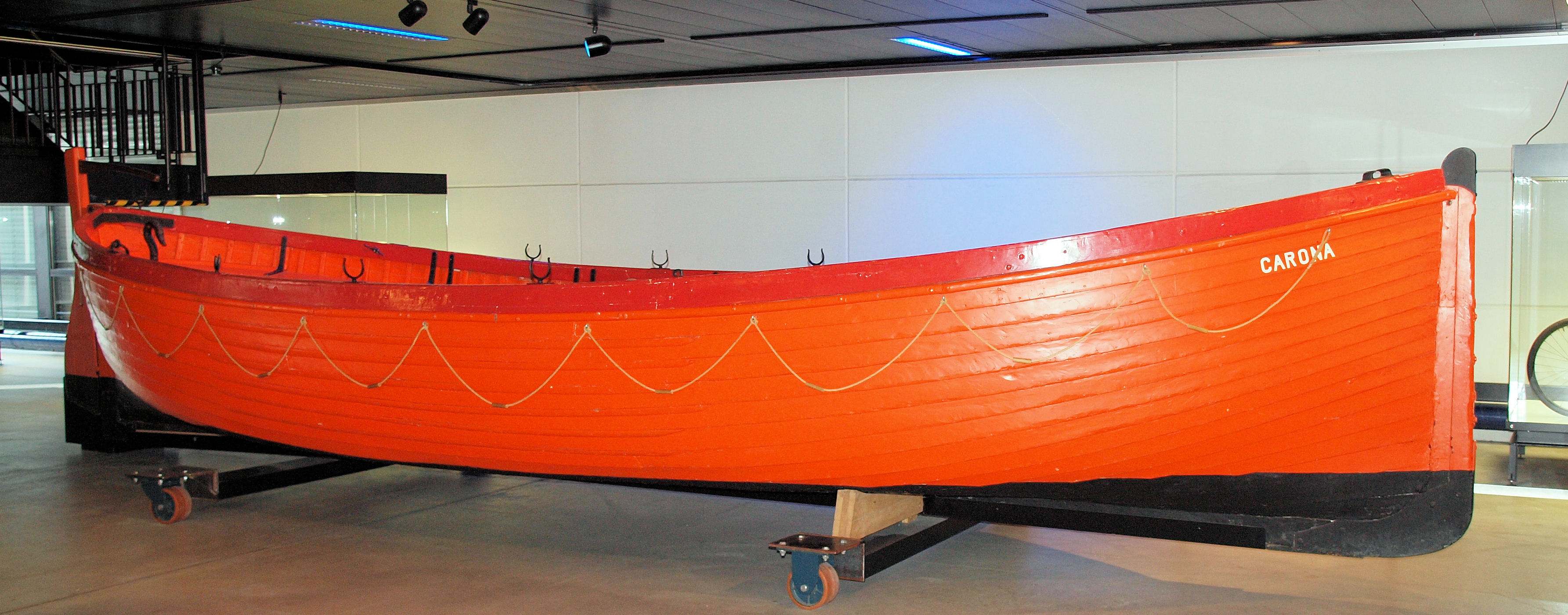
Das Rettungsboot der Carona

Das Rettungsboot wurde von der Besatzung nach Rotterdam gebracht und schließlich nach Basel überführt. Die Reederei schenkte es den Seepfadfindern auf dem Zürichsee. Da die Seepfadfinder das Boot 1988 aufgeben wollten, übernahm es der Seemannsclub der Schweiz, ein Verein zur See fahrender Schweizer. Er arbeitete es anlässlich des 50-Jahre-Jubiläum der Schweizer Hochseeflotte auf und schenkte es danach dem Verkehrshaus der Schweiz. Dort hat es seinen Platz in der Dauerausstellung gefunden.